# Joseph Nieuwendyk
Temple de la renommée : 2011
Joseph Nieuwendyk, dit Joe Nieuwendyk, né le 10 septembre 1966 à Oshawa en Ontario, au Canada, est un joueur professionnel canadien de hockey sur glace qui jouait au poste de centre. Il était considéré comme l'un des meilleurs spécialistes de la mise au jeu. Il a été, de 2009 à 2013, le directeur-général des Stars de Dallas.

## Carrière
Nieuwendyk fut choisi par les Flames de Calgary au 2e tour du repêchage d'entrée dans la LNH 1985, 27e au total. Sa première saison se limita à 9 matchs. La règle dans la LNH étant qu'il faut jouer 25 matchs pour ne plus être considéré comme une recrue, il conserva le statut de joueur recrue la saison suivante, saison au cours de laquelle il devint l'un des rares joueurs de l'histoire à marquer 50 buts à sa saison recrue. Mike Bossy (53), Wayne Gretzky (51), Teemu Selänne (76) et plus récemment, Aleksandr Ovetchkine (52), ont tous réussi le même exploit. Il remporta ainsi le trophée Calder et une place dans l'équipe d'étoiles des recrues.
Nieuwendyk a joué pour cinq équipes au cours de sa carrière ; il remporta la Coupe Stanley avec trois d'entre elles. À la suite de son séjour chez les Flames, Nieuwendyk passe aux Stars de Dallas en 1995-1996, où il remporte en 1999 sa seconde Coupe Stanley. Il est échangé aux Devils du New Jersey au cours de la saison 2001-2002; il remportera une troisième Coupe Stanley avec autant d'équipes différentes. Il jouera 94 matchs au New Jersey avant de signer chez les Maple Leafs de Toronto en 2003-2004. Il devint agent libre avant la saison 2005-2006 et se joint aux Panthers de la Floride en compagnie de son ami de longue date Gary Roberts après que Mike Keenan leur ait offert un contrat de 4,5 millions de dollars chacun, contrats que les Leafs ne pouvaient égaler à cause des contraintes imposées par le plafond salarial nouvellement instauré dans la ligue. Roberts et Nieuwendyk se retrouvaient pour la troisième fois ensemble au sein de la même équipe de la LNH.
Au niveau international, Nieuwendyk a remporté avec l'équipe du Canada la médaille d'or aux Jeux olympiques de 2002 à Salt Lake City. Il a également participé au championnat du monde de 1990 et aux Jeux olympiques de 1998 à Nagano.
Nieuwendyk fut aussi un excellent joueur de crosse. Il remporta une Coupe Minto avec les Warriors de Whitby, en compagnie de son vieil ami Gary Roberts.
Le 6 décembre 2006, il annonce sa retraite du hockey à cause de maux de dos chroniques, mettant ainsi un terme à une carrière de 20 saisons. Fait intéressant, au moment de sa retraite, il était ex æquo avec Mike Bossy au chapitre des points en carrière ; Bossy dut lui aussi mettre fin à sa carrière à cause de maux de dos chroniques.
En 1994 il est intronisé au Temple de la renommée des sports de l'université Cornell.

## Parenté dans le sport
Il est le neveu du joueur de hockey de la LNH, Ed Kea. Il est le cousin du joueur professionnel de hockey sur glace, Jeff Beukeboom.

## Statistiques
Pour les significations des abréviations, voir Statistiques du hockey sur glace.
| Saison     | Équipe                 | Ligue      |       | Saison régulière | Saison régulière | Saison régulière | Saison régulière | Saison régulière |    | Séries éliminatoires | Séries éliminatoires | Séries éliminatoires | Séries éliminatoires | Séries éliminatoires |
| Saison     | Équipe                 | Ligue      | PJ    | B                | A                | Pts              | Pun              | PJ               | B  | A                    | Pts                  | Pun                  |                      |                      |
| 1984-1985  | Big Red de Cornell     | NCAA       | 29    | 21               | 24               | 45               | 30               |                  |    |                      |                      |                      |                      |                      |
| 1985-1986  | Big Red de Cornell     | NCAA       | 21    | 21               | 21               | 42               | 45               |                  |    |                      |                      |                      |                      |                      |
| 1986-1987  | Big Red de Cornell     | NCAA       | 23    | 26               | 26               | 52               | 26               |                  |    |                      |                      |                      |                      |                      |
| 1986-1987  | Équipe Canada          | Intl       | 5     | 2                | 0                | 2                | 0                |                  |    |                      |                      |                      |                      |                      |
| 1986-1987  | Flames de Calgary      | LNH        | 9     | 5                | 1                | 6                | 0                | 6                | 2  | 2                    | 4                    | 0                    |                      |                      |
| 1987-1988  | Flames de Calgary      | LNH        | 75    | 51               | 41               | 92               | 23               | 8                | 3  | 4                    | 7                    | 2                    |                      |                      |
| 1988-1989  | Flames de Calgary      | LNH        | 77    | 51               | 31               | 82               | 40               | 22               | 10 | 4                    | 14                   | 10                   |                      |                      |
| 1989-1990  | Flames de Calgary      | LNH        | 79    | 45               | 50               | 95               | 40               | 6                | 4  | 6                    | 10                   | 4                    |                      |                      |
| 1990-1991  | Flames de Calgary      | LNH        | 79    | 45               | 40               | 85               | 36               | 7                | 4  | 1                    | 5                    | 10                   |                      |                      |
| 1991-1992  | Flames de Calgary      | LNH        | 69    | 22               | 34               | 56               | 55               | --               | -- | --                   | --                   | --                   |                      |                      |
| 1992-1993  | Flames de Calgary      | LNH        | 79    | 38               | 37               | 75               | 52               | 6                | 3  | 6                    | 9                    | 10                   |                      |                      |
| 1993-1994  | Flames de Calgary      | LNH        | 64    | 36               | 39               | 75               | 51               | 6                | 2  | 2                    | 4                    | 0                    |                      |                      |
| 1994-1995  | Flames de Calgary      | LNH        | 46    | 21               | 29               | 50               | 33               | 5                | 4  | 3                    | 7                    | 0                    |                      |                      |
| 1995-1996  | Stars de Dallas        | LNH        | 52    | 14               | 18               | 32               | 41               | --               | -- | --                   | --                   | --                   |                      |                      |
| 1996-1997  | Stars de Dallas        | LNH        | 66    | 30               | 21               | 51               | 32               | 7                | 2  | 2                    | 4                    | 6                    |                      |                      |
| 1997-1998  | Stars de Dallas        | LNH        | 73    | 39               | 30               | 69               | 30               | 1                | 1  | 0                    | 1                    | 0                    |                      |                      |
| 1998-1999  | Stars de Dallas        | LNH        | 67    | 28               | 27               | 55               | 34               | 23               | 11 | 10                   | 21                   | 19                   |                      |                      |
| 1999-2000  | Stars de Dallas        | LNH        | 48    | 15               | 19               | 34               | 26               | 23               | 7  | 3                    | 10                   | 18                   |                      |                      |
| 2000-2001  | Stars de Dallas        | LNH        | 69    | 29               | 23               | 52               | 30               | 7                | 4  | 0                    | 4                    | 4                    |                      |                      |
| 2001-2002  | Stars de Dallas        | LNH        | 67    | 23               | 24               | 47               | 18               | --               | -- | --                   | --                   | --                   |                      |                      |
| 2001-2002  | Devils du New Jersey   | LNH        | 14    | 2                | 9                | 11               | 4                | 5                | 0  | 1                    | 1                    | 0                    |                      |                      |
| 2002-2003  | Devils du New Jersey   | LNH        | 80    | 17               | 28               | 45               | 56               | 17               | 3  | 6                    | 9                    | 4                    |                      |                      |
| 2003-2004  | Maple Leafs de Toronto | LNH        | 64    | 22               | 28               | 50               | 26               | 9                | 6  | 0                    | 6                    | 4                    |                      |                      |
| 2005-2006  | Panthers de la Floride | LNH        | 65    | 26               | 30               | 56               | 46               | --               | -- | --                   | --                   | --                   |                      |                      |
| 2006-2007  | Panthers de la Floride | LNH        | 15    | 5                | 3                | 8                | 4                | --               | -- | --                   | --                   | --                   |                      |                      |
| Totaux LNH | Totaux LNH             | Totaux LNH | 1 257 | 564              | 562              | 1 126            | 677              | 158              | 66 | 50                   | 116                  | 91                   |                      |                      |